# 仏教学
 仏教学 （ぶっきょうがく、英語: Buddhist Studies, Buddhology）は、仏教を研究対象とする学問分野。
狭義には近代仏教学以降を指す。

## 沿革

### 近代仏教学以前

#### 論 (仏教)
釈尊滅後、摩訶迦葉を始めとする主要な弟子達によってそれまで個別に教えられてきた教義・規則が教団として再確認され、経・律として成立した。
その後滅後から約百年後、律に対する解釈の違いによって、保守派の上座部と改革派の大衆部に別れ、更に20～30数派に細分派していった。釈尊在世時から歳月を経た結果、経に対する解釈も盛んに行われるようになり、各部の論が成立。更に、例えば説一切有部の『発智論』の注釈として『阿毘達磨大毘婆沙論』が、その概要書として『倶舎論』が成立するなど、緻密化・複雑化していった。

#### 空・唯識・中観
これら学問仏教となった部派仏教のアンチテーゼとして、仏塔礼拝信徒・大衆部から成立し、利他・菩薩を特徴とする大乗仏教においても、説一切有部などへの対応から次第に学問的傾向を帯びるようになり、空、唯識、中観、如来蔵などの思想が発達、中国やチベットへ伝播し、それぞれの地域で更に体系化されるようになった。
また、舎利弗・目連に代表されるサンジャヤ・ベーラッティプッタ一門（懐疑論者）の大量移籍や、他のインド諸教団との対応から、論理学が磨かれ、陳那によって因明学（仏教論理学）として大成した。

#### 教相判釈
中国においては、これらの経・論がそれぞれ順不同で伝えられ、翻訳されていった結果、どの経・論が優れているのかという教相判釈の比較経典学が盛んとなり、華厳宗や天台宗（『法華経』）、摂論宗など、1つの経典を選んで教団の主要な経典とする経宗・論宗が成立し、朝鮮・日本へと伝えられた。

#### 教学・宗学
日本にはこれらの学問仏教（南都六宗）や密教、禅宗が伝わり、その中から浄土宗、浄土真宗、融通念仏宗、時宗、法華宗など日本独自の宗派が成立し布教活動を行うも、僧兵や一向一揆、法華一揆など政権に反抗するまでの強大な集団に拡大してしまった。その結果、危機感を抱いた徳川幕府によって寺社奉行の管理下に置かれるようになり、民衆の葬祭，教導やキリシタン禁制政策の末端としての戸籍管理、仏教の研鑽を主な任務とするようになり、各地で檀林と呼ばれる僧侶養成機関が作られ、研鑽として専ら自派の教義内容を極める教学・宗学が発展した。
この時代、例外的に行われた、後の近代仏教学に類似する研究としては、富永仲基による大乗非仏説、慈雲尊者飮光による梵字研究（『梵学津梁』）、法幢による『倶舎論稽古』などが挙げられる。

### 近代仏教学
近代仏教学は、ヨーロッパ強国による、アジアの植民地支配やオリエント趣味を契機とする。
それまではキリスト教の宣教師により現地の宗教としてのヒンドゥー教や仏教がヨーロッパに伝えられていたが、キリスト教関係者以外の知識層には知られている物ではなかった。
植民地支配により官僚や研究者など他の知識人が現地に入るようになり、統治の一環として現地の宗教について調査・研究した結果、比較宗教学や比較文献学、インド哲学と同様に、文献学・史学的アプローチから仏教を研究する近代仏教学がヨーロッパで成立した。
また、フランスのオリエント趣味による東洋学の一環として漢文仏典が研究されるようになった。
この当時、明治維新で廃仏毀釈、キリスト教の布教自由化を迎え危機感を抱いた日本の仏教界は、近代仏教への変革を遂げるため各地に宗門大学を設立、南条文雄を始めとする優秀な宗門後継者を宗費でヨーロッパに留学させ、帰国後に彼らを教授に任命したほか東京帝国大学にて、ヨーロッパに留学していた高楠順次郎が梵語学講座を、村上専精が印度哲学講座を開講し近代仏教学を導入した。
その他には河口慧海や多田等観、青木文教、寺本婉雅、能海寛らが当時鎖国していたチベットに入り、チベット大蔵経などをもたらした。

#### 応用仏教学
その後、日本仏教学会を創設し第二次世界大戦後に日本印度学仏教学会へ改組を試みる中、心理学や
民族学などの新しい学問手法で仏教を研究、或いは経営学や経済学、心理療法に仏教思想を導入するこれまでの文献学や史学とは異なる応用仏教学が成立した。

## 関連文献
- 大谷栄一・吉永進一・近藤俊太郎編『近代仏教スタディーズ──仏教からみたもうひとつの近代──』（法蔵館、2016年）
- 平川彰『仏教研究入門』（大蔵出版、1984年）
- 大谷大学仏教学会編『仏教学への道しるべ』（文栄堂、1980年）
- 凝然（鎌田茂雄訳）『八宗綱要』（講談社学術文庫、1981年）
- CiNii>仏教学
- INBUDS>仏教学